# فرانك كرامر (لاعب كرة قدم)
فرانك كرامر (بالهولندية: Frank Kramer)‏ هو مقدم تلفزيوني ولاعب كرة قدم ومذيع هولندي، ولد في 27 نوفمبر 1947 في أمستردام في مملكة هولندا، وتوفي في 2 ديسمبر 2020.